# بوركهارد ديك
بوركهارد ديك (بالألمانية: Burkhard Dick)‏ هو طبيب عيون ألماني، ولد في 1963 في براكة في ألمانيا.